# Должинское болото
Должинское болото — комплексный природный заказник регионального значения на западе Новгородской области России. Расположен в пределах Славитинского сельского поселения Волотовского района. Территория заказника представляет собой большое болото с двумя озёрами (Должино и Устречина) и узкой полосой леса (основные породы — сосна и берёза). Основан 22 октября 2012 года в связи с постановлением администрации Новгородской области.
Болото образовалось в результате зарастания озёр Должино и Устречина. Максимальная мощность торфяной залежи — 7 метров, средняя — 2,2 метра.

## География
Заказник располагается в юго-западной части района, у границы с Псковской областью; в 15 километрах (по прямой) к юго-западу от посёлка Волот. Площадь заказника составляет 3 487,6 га (34,88 км²). Должинское болото является водоразделом рек Шелонь и Псижа. На территории заказника находятся озёра Должино и Устречина, принадлежащие бассейну Шелони. Преобладающие высоты 85 — 96 метров.

## Флора и фауна
В заказнике встречаются 2 вида птиц, занесенных в Красную книгу России и 1 вид птиц, внесённый в областной список: золотистая ржанка — наиболее редкий вид, гнездится несколько пар; большой кроншнеп — популяция устойчива, по всей площади болота гнездится около 50 пар; белая куропатка — отмечается регулярно, но последнее время численность падает.
Преобладают верховые сосново-сфагновые участки. Сосны редкие и угнетённые, со средней высотой 1,5—2 метра. Кроме различных видов сфагновых мхов и шейхцерии болотной, произрастают клюква болотная, багульник болотный, подбел обыкновенный и мирт болотный.
Среди редких видов растений в заказнике произрастают пухонос альпийский, росянка английская, береза карликовая и береза низкая.

## Запрещенные виды деятельности
На территории заказника запрещается проведение сплошных рубок деревьев, добыча полезных ископаемых, распашка земель, проведение мелиоративных работ, использование гидроциклов и катеров, выжигание растительности и сетевой лов рыбы.

## Задачи заказника
Задачами заказника являются:
- охрана ценных гидрологических объектов — двух озёр и торфяной залежи болотного массива;
- охрана местообитаний редких видов и фауны, ценной для хозяйства;

- охрана разнообразных болотных сообществ и лесов с водоохранным значением;

- контроль использования рекреационных и биологических ресурсов территории.